# Bagheria
Bagheria (Baharìa in siciliano) é uma comuna italiana da região da Sicília, província de Palermo, com cerca de 50.321 habitantes. Estende-se por uma área de 29 km², e sua densidade populacional é de 1.735 hab/km². Faz fronteira com Ficarazzi, Misilmeri, Santa Flavia.
Depois de Palermo, é a comuna mais populosa da província. Situa-se na costa setentrional da região, a 15 km de Palermo. O nome Bagheria, segundo algumas fontes, deriva do termo fenício Bayharia e significa "descida em direção ao mar"; segundo outras fontes, provém do árabe Bāb al-Gerib, "a porta do vento".

## Demografia
| Variação demográfica do município entre 1861 e 2011                               |
|                                                                                   |
| Fonte: Istituto Nazionale di Statistica (ISTAT) - Elaboração gráfica da Wikipedia |

## Personalidades ligadas a Bagheria
- Renato Guttuso, pintor
- Giuseppe Tornatore, cineasta.

## Filme
Em seu filme Baarìa (2009), o cineasta Giuseppe Tornatore, nascido em Bagheria, narra a história da cidade através da epopéia de uma família.